# Ipotricosi
Con il termine ipotricosi si indica una riduzione del numero di peli o capelli, spesso a seguito di caduta degli stessi; la condizione può essere in comorbidità con disturbi della crescita (tra cui la microsomia), disturbi del ciclo vitale del pelo, infestazioni da ectoparassiti o malattie congenite (come l'ipotricosi con distrofia maculare giovanile). Il termine alopecia è talvolta impropriamente usato al posto di ipotricosi, sebbene precisamente "alopecia" si riferisca alla completa mancanza di capelli in una certa area.
Un'ipotricosi può essere osservata senza esami speciali, anche se ci si può avvalere di strumenti utili a chiarirne l'eziologia: i tricogrammi, ad esempio, permettono di individuare l'eventuale infestazione parassitaria specifica che causa la riduzione del numero di capelli.
Le ipotricosi possono verificarsi nel contesto di alcune sindromi, ad esempio nell'ipotricosi con distrofia maculare giovanile, nella displasia cranioectodermica o nella sindrome di Nicolaides-Baraitser.